# Maximilian Benassi
Maximilian Benassi (Colonia, Alemania, 29 de enero de 1986) es un deportista italiano que compitió en piragüismo en las modalidades de aguas tranquilas y aguas bravas. Ganó dos medallas en el Campeonato Mundial de Piragüismo, en los años 2010 y 2011, ambas en la prueba de K1 5000 m.
En la modalidad de aguas bravas, obtuvo dos medallas en el Campeonato Mundial de 2008, y cuatro medallas en el Campeonato Europeo en los años 2006 y 2007.

## Palmarés internacional

### Piragüismo en aguas tranquilas
| Campeonato Mundial | Campeonato Mundial | Campeonato Mundial | Campeonato Mundial |
| Año                | Lugar              | Medalla            | Competición        |
| ------------------ | ------------------ | ------------------ | ------------------ |
| 2010               | Poznań (Polonia)   | Medalla de bronce  | K1 5000 m          |
| 2011               | Szeged (Hungría)   | Medalla de bronce  | K1 5000 m          |

### Piragüismo en aguas bravas
| Campeonato Mundial | Campeonato Mundial             | Campeonato Mundial | Campeonato Mundial     |
| Año                | Lugar                          | Medalla            | Competición            |
| ------------------ | ------------------------------ | ------------------ | ---------------------- |
| 2008               | Valsesia (Italia)              | Medalla de oro     | K1 clásico individual  |
| 2008               | Valsesia (Italia)              | Medalla de bronce  | K1 sprint por equipos  |
| Campeonato Europeo |                                |                    |                        |
| Año                | Lugar                          | Medalla            | Competición            |
| 2006               | Karlovy Vary (República Checa) | Medalla de plata   | K1 clásico por equipos |
| 2007               | Bihać (Bosnia y Herzegovina)   | Medalla de plata   | K1 clásico individual  |
| 2007               | Bihać (Bosnia y Herzegovina)   | Medalla de bronce  | K1 clásico por equipos |
| 2007               | Bihać (Bosnia y Herzegovina)   | Medalla de bronce  | K1 sprint por equipos  |